# زنجیر بینی

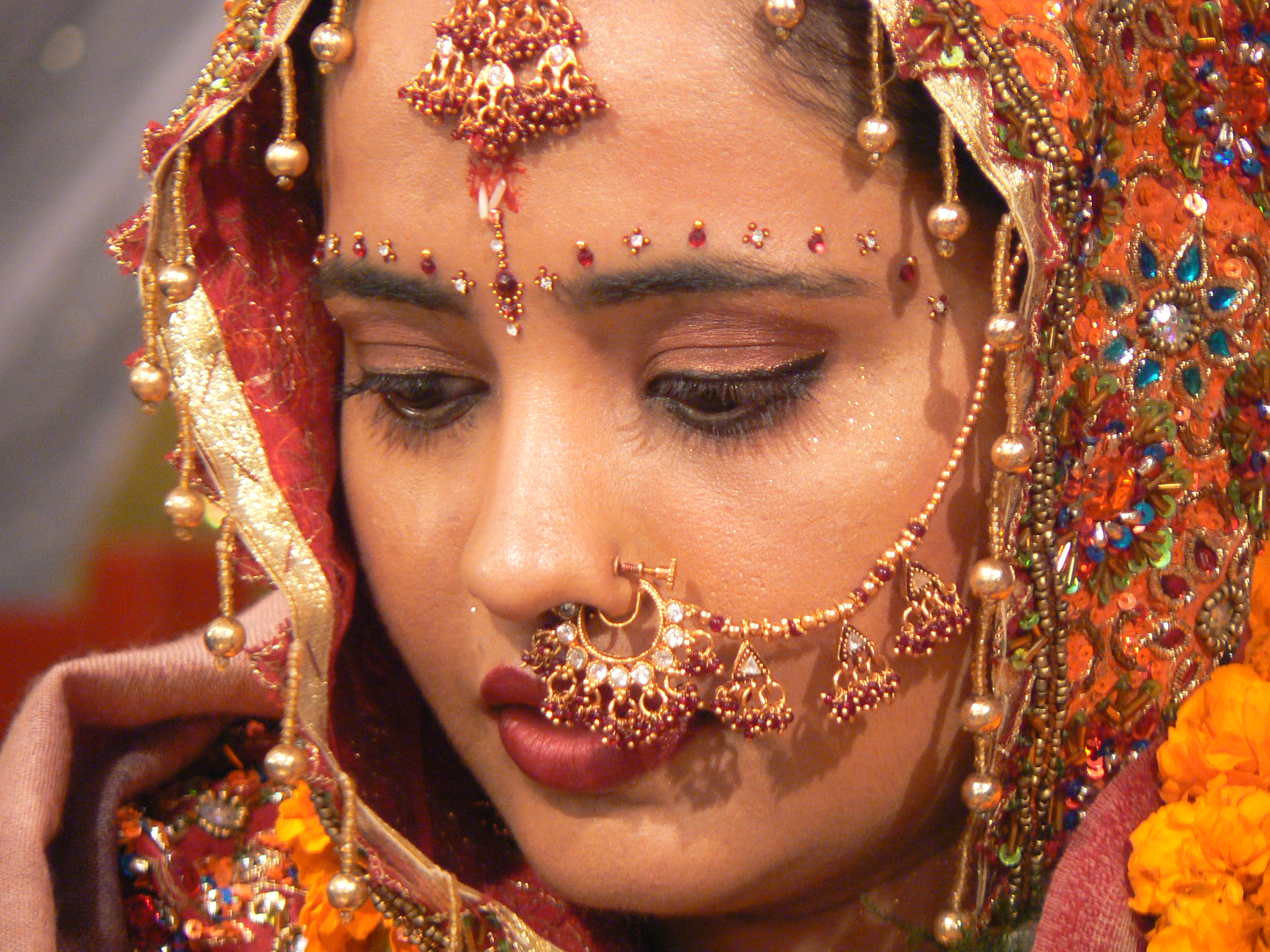
زنجیر بینی که توسط یک عروس هندی بکار برده شده است

زنجیر بینی (انگلیسی: Nose chain) نوعی جواهر است که از سوراخ بینی شروع و تا سوراخ گوش امتداد می‌یابد. جنس آن معمولاً از طلا است. زنجیر بینی از صدها سال پیش در کشور هند استفاده می‌شده‌است و منشأ این جواهر سرزمین هندوستان است. اما هم‌اکنون در خرده‌فرهنگ‌های زیادی در سراسر دنیا بکار برده می‌شود. این جواهر عمدتاً در خرده‌فرهنگ گت استفاده می‌شود.